# Heinrich Irmler
Heinrich Irmler (* 27. August 1911 in Leipzig; † 27. April 2002) war ein deutscher Bankmanager.

## Werdegang
Irmler war ab 1958 Präsident der Landeszentralbank Niedersachsen. 1964 wurde er Mitglied des Direktoriums der Deutschen Bundesbank mit Zuständigkeit für die Bereiche Volkswirtschaft und Statistik. 1972 übernahm er das Dezernat Kredit und Kapitalmarkt.
Ende September 1979 trat er in den Ruhestand.

## Ehrungen
- 1976: Großes Verdienstkreuz der Bundesrepublik Deutschland
- 1979: Großes Verdienstkreuz mit Stern der Bundesrepublik Deutschland

## Schriften (Auszug)
- Geldwertstabilität und Wirtschaftswachstum. Kiel 1967 (Reihe Kieler Vorträge)
- Bankenkrise und Vollbeschäftigungspolitik (1931-1936) (pdf, 8 Seiten)[1]